# Norville
Norville là một xã thuộc tỉnh Seine-Maritime trong vùng Normandie miền bắc nước Pháp.

## Dân số
| 1962                                 | 1968 | 1975 | 1982 | 1990 | 1999 | 2006 |
| ------------------------------------ | ---- | ---- | ---- | ---- | ---- | ---- |
| 655                                  | 674  | 825  | 836  | 827  | 807  | 901  |
| Từ năm 1962: Dân số không tính trùng |      |      |      |      |      |      |